# Sara Montiel

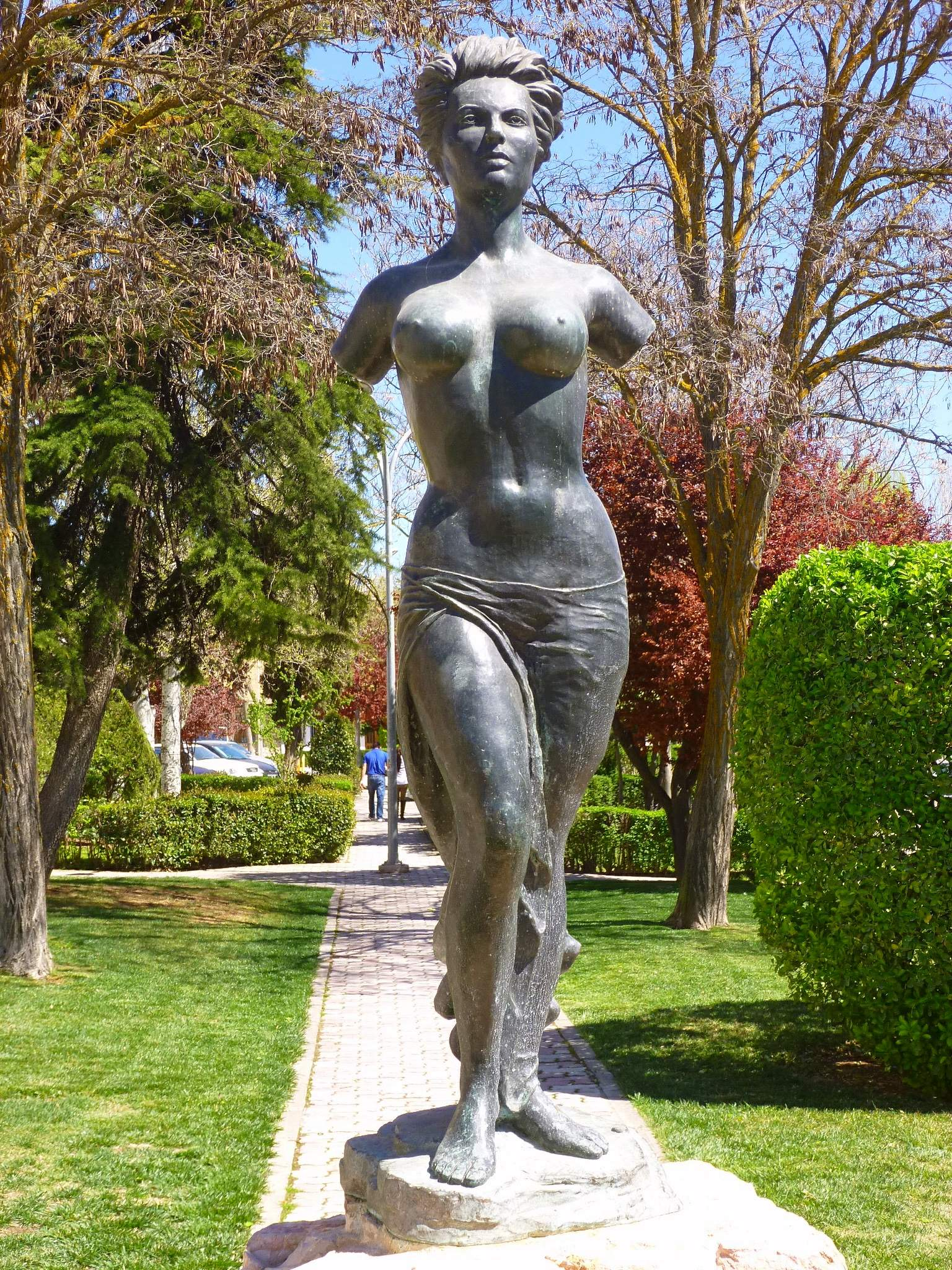
Statuia Sarei Montiel în orașul ei natal Campo de Criptana

Sara Montiel, de asemenea Sarita Montiel, (născută María Antonia Alejandra Vicenta Elpidia Isidora Abad Fernández; n. 10 martie 1928, Campo de Criptana, Castilia-La Mancha, Spania – d. 8 aprilie 2013, Madrid, Spania) a fost o actriță și cântăreață spaniolă. Printre cele mai cunoscute filme ale sale se numără Vera Cruz (1954), Serenada (1956), Carmen de la Ronda (1959), Ultimul meu tangou (1960), Regina cântecelor (1962) și Samba (1965).

## Biografie
Fugind de sărăcia din mediul rural, părinții săi s-au stabilit în Orihuela, în provincia Alicante, unde și-au deschis o afacere cu vinuri. În acest oraș, la vârsta de treisprezece ani, a participat la un concurs de canto, al cărui câștigător urma să fie recompensat cu lecții de actorie și canto. Ea câștigă premiul I și se dovedește rapid a fi o elevă foarte talentată.
A debutat în cinema în 1944 sub pseudonimul María Alejandra, dar foarte repede a decis să-și schimbe numele. Ea a ales Sara, prenumele bunicii ei, și Montiel, numele unui oraș din provincia ei natală. Fără să se impună cu adevărat, a realizat câteva filme, dintre care ne vom aminti mai ales Nebunia dragostei unde a jucat un rol secundar dar prin care a atras atenția asupra ei. Simțind că se blochează în Spania, a plecat în Mexic. A făcut filme cu cele mai mari vedete ale timpului, precum Pedro Infante, comedii populare care au ridicat-o chiar în prim-planul vedetelor mexicane. Din această perioadă, ne putem aminti de o ciudată melodramă polițistă, Piel Canela, și mai ales Le Bagne des filles perdus unde se afirmă ca o mare actriță. Datorită acestui ultim film, a fost remarcată de Hollywood, filmând acolo două capodopere, Vera Cruz de Robert Aldrich, cu Burt Lancaster și Gary Cooper, și Direcția săgeții de Samuel Fuller, cu Rod Steiger. A filmat acolo și un al treilea film, Serenada alături de Mario Lanza, regizat de Anthony Mann, cu care s-a căsătorit și de care a divorțat șapte ani mai târziu.
Activitatea sa la Hollywood va fi întreruptă pentru scurt timp de un ultim film mexican, Donde el círculo termina (Frumusețea Mexicului, 1956), un excelent film polițist, prototip al filmului noir latino-american.
Datorită filmului spaniol Ultimul cuplet regizat de Juan de Orduña în 1957, Sara Montiel și-a găsit în sfârșit slujba adevărată. În acest film, o producție cu buget redus pe care o acceptă din prietenie pentru regizor, Sara Montiel este o cântăreață alcoolică în declin, a cărei viață este reluată în flashback. Ea trebuie logic dublată pentru piesele de Concha Piquer, cunoscută cântăreață populară. Sara Montiel a înregistrat ea însăși 11 piese din film, cu un ton care nu diferă deloc tradițiilor spaniole, cu o voce caldă și răgușită, total neobișnuită în această țară. Filmul, împotriva tuturor așteptărilor, este un triumf, un record absolut de încasări, care rămâne inegalabil până în zilele noastre. Peste noapte, a devenit un idol al cinematografiei și al cântecului. Încetul cu încetul, se va crea mitul, cu aproximativ zece filme, toate melodrame, în sensul literal al termenului: drame decupate din cântece interpretate de eroină.
Următorul film, La violetera (1958), a făcut-o cunoscută în întreaga lume. La Paris, este proiectat în cel mai mare cinematograf din lume, Palatul Gaumont. Succesul s-a răspândit în țările din est și America Latină. Coloana sonoră ale filmelor sale (12 cântece de Sara Montiel) sunt distribuite în toată lumea, din Japonia până în Statele Unite1. Au urmat producții cu buget mare, Carmen de la Ronda, Ultimul meu tangou, Păcatul dragostei și nu în ultimul rând La bella Lola.
Primul ei soț, Anthony Mann, a vrut ca ea să joace rolul Ximenei în Cidul alături de Charlton Heston. Ea refuză rolul și o sfătuiește pe Sophia Loren care este angajată. Sara Montiel a dezvoltat de fapt un sistem care s-a dovedit profitabil pentru ea și din care nu vrea să iasă în evidență: un film muzical însoțit de o înregistrare pe disc în fiecare an. Aceasta a durat până la începutul anilor 1970 când în ciuda încercărilor sale cu regizori cu conotații „intelectuale” precum Mario Camus, Juan Antonio Bardem, Jorge Grau, formula nu a mai funcționat. Apoi a abandonat cinematografia și a jucat în mari spectacole, alături de vedete invitate precum Josephine Baker sau Lola Flores.
Montiel și-a publicat memoriile în care își descrie relațiile cu Ernest Hemingway, câștigătorul Premiului Nobel Severo Ochoa, poetul Miguel Mihura, care a fost prima ei dragoste, Maurice Ronet, și alți câțiva[3]. Pedro Almodóvar îi aduce un omagiu în La mala educación (2004). Adorată în întreaga lume, ea a devenit o legendă în timpul vieții.

## Filmografie selectivă
- 1944 Te vreau pentru mine (Te quiero para mí), regia Ladislao Vajda
- 1944 Empezó en boda, regia Raffaello Matarazzo
- 1945 Bambú, regia José Luis Sáenz de Heredia
- 1945 Se le fue el novio, regia Julio Salvador
- 1945 El misterioso viajero del Clipper, regia Gonzalo Delgrás
- 1947 Por el gran premio, regia Pierre Caron
- 1947 Mariona Rebull, regia José Luis Sáenz de Heredia
- 1947 Don Quijote de la Mancha, regia Rafael Gil
- 1948 Alhucemas, regia José López Rubio
- 1948 Confidencia, regia Jerónimo Mihura
- 1948 Nebunia dragostei (Locura de amor), regia Juan de Orduña
- 1949 Eroi fără glorie (La mies es mucha), regia José Luis Sáenz de Heredia
- 1949 Vidas confusas, regia Jerónimo Mihura

- 1950 Figli traditi (Pequeñeces...), regia Juan de Orduña
- 1951 Necesito dinero, regia Miguel Zacarías
- 1951 Carcere di donne (Cárcel de mujeres), regia Miguel Delgado
- 1951 Furia roșie (Furia roja), regia Steve Sekely și Víctor Urruchúa
- 1951 Căpitanul Veneno (El capitán Veneno), regia Luis Marquina
- 1952 Ahí viene Martín Corona, regia Miguel Zacarías
- 1952 Iubitul (El enamorado), regia Miguel Zacarías
- 1953 Ella, Lucifer y yo, regia Miguel Morayta
- 1953 Aquel hombre de Tánger, regia Luis María Delgado și Robert Elwyn
- 1953 Piel canela, regia Juan José Ortega
- 1953 Yo soy gallo dondequiera!.., regia Roberto Rodríguez
- 1953 Reportaje, regia Emilio Fernández (nu a apărur în ediția finală)
- 1954 Por qué ya no me quieres, regia Chano Urueta
- 1954 Se solicitan modelos, regia Chano Urueta
- 1954 Vera Cruz, regia Robert Aldrich
- 1955 Frente al pecado de ayer, regia Juan José Ortega
- 1955 Yo no creo en los hombres, regia Juan José Ortega
- 1956 Serenada (Serenade), regia Anthony Mann
- 1956 Donde el círculo termina, regia Alfredo B. Crevenna
- 1957 Ultimul cuplet (El último cuplé), regia Juan de Orduña
- 1957 Direcția săgeții (Run of the Arrow), regia Samuel Fuller
- 1958 La violetera, regia Luis César Amadori
- 1959 Carmen de la Ronda (Carmen la de Ronda), regia Tulio Demicheli

- 1960 Ultimul meu tangou (Mi último tango), regia Luis César Amadori
- 1961 Păcatul dragostei (Pecado de amor), regia Luis César Amadori
- 1962 La bella Lola (La bella Lola), regia Alfonso Balcázar
- 1962 Regina cântecelor (La reina del Chantecler), regia Rafael Gil
- 1963 Spionaggio a Casablanca (Noches de Casablanca), regia Henri Decoin
- 1965 Samba, regia Rafael Gil
- 1965 La dama de Beirut (La dama de Beirut), regia Ladislao Vajda
- 1966 Quel nostro grande amore (La mujer perdida), regia Tulio Demicheli
- 1968 Tuset Street, regia Jorge Grau și Luis Marquina
- 1969 Această femeie (Esa mujer), regia Mario Camus

- 1971 La casa de los Martínez, regia Agustín Navarro
- 1971 Varietés, regia Juan Antonio Bardem
- 1974 Cinci perne pentru o noapte (Cinco almohadas para una noche), regia Pedro Lazaga

- 2011 Abrázame, regia Óscar Parra de Carrizosa